# سید ابوالحسن شمس‌آبادی
سید ابوالحسن آل‌رسول معروف به شمس‌آبادی مازندرانی (۱۲۸۶–۱۸ فروردین ۱۳۵۵) فقیه، روحانی و وکیل ایرانی بود.

## زندگی‌نامه
سید ابوالحسن آل‌رسول فرزند محمد ابراهیم موسوی شمس‌آبادی مازندرانی از روحانیون اصفهان و وکیل سیدابوالقاسم خوئی بود. جدش سید محمد لاریجانی فرزند سید عبدالله مازندرانی دارای چهل فرزند که همه از اعیان و اشراف و مالکان مزارع لاریجان بودند و از آمل به اصفهان عزیمت کرده بود.
وی داماد علی مشکوة سده‌ای استاد سید روح‌الله خمینی از مجتهدین بنام اصفهان بود که در مسجد سرپل محله خوزان خمینی شهر اقامه نماز می‌کرد.

## فعالیت‌های اجتماعی و فرهنگی
شمس‌آبادی بعد از بازگشت از نجف در فعالیت‌هایی از قبیل کمک به ایتام و مستمندان شرکت و در تأسیس و گسترش مؤسسات خیریه، نظیر انجمن مددکاری امام زمان، بنای حسینیه اصفهانی‌ها در مشهد و کربلا و آموزشگاه نابینایان ابابصیر نقش داشت.

## دودستگی روحانیون
درگیری گروه‌های مذهبی در اصفهان ریشهٔ بسیار طولانی داشت، اما همزمان با سیاسی شدن جامعه و حوزه‌های علمیه این اختلاف بیشتر نمودار شد. یکی از مسائل مهم روحانیت اصفهان در تاریخ معاصر، اختلاف علما بود که در دو جناح بودند؛ عده‌ای طرفدار حاج آقا رحیم ارباب و دسته‌ای دیگر طرفدار آقایان مرتضی شمس اردکانی، سید محمدعلی موحد ابطحی و شمس‌آبادی بودند. این تضاد به ویژه بعد از کودتای ۲۸ مرداد بیشتر نمایان شد.
علمای حوزه علمیه اصفهان بیشتر متمایل به حوزه علمیه نجف بودند و تحت تأثیر سید ابوالقاسم خویی، در مسائل سیاسی کمتر دخالت می‌کردند؛ اما علمای حوزه علمیه نجف‌آباد به حوزه علمیه قم تمایل داشتند و تحت تأثیر اندیشه‌های روح‌الله خمینی و حسینعلی منتظری بودند. از بزرگان اصفهان؛ شمس‌آبادی، سید حسین خادمی، علی قدیری کفرانی، عبدالجواد سدهی، فیاضی و عباسعلی ادیب اعتقاد داشتند که نظرات خویی اولویت بر نظرات خمینی است و تقلید از او را سفارش می‌کردند.

## ربایش و قتل
شمس‌آبادی یک روز پس از بازگشت از سفر حج در سپیده دم ۱۸ فروردین ۱۳۵۵ خورشیدی در راهِ رفتن به مسجد جهت اقامه نماز جماعت، توسط گروه منتسب به سید مهدی هاشمی ربوده شد و به قتل رسید. جسد او بعدها در اطراف اصفهان در شهر درچه کشف شد و در آن محل مسجدی به نام او نامگذاری گردید. او در تخت فولاد اصفهان و تکیه گلستان شهدا به خاک سپرده شده‌است.